# Leon Kalin
Leon Kalin (* 27. Juli 1957) ist ein slowenischer Handballfunktionär und ehemaliger Handballschiedsrichter.
Er war international als Handballschiedsrichter tätig. Als solcher nahm er unter anderem an der Handball-Weltmeisterschaft der Frauen 1999 teil und leitete das Rückspiel des Finales der EHF Champions League 1999/2000. Er arbeitete oft mit Enes Koric zusammen.
Das deutsche Nachrichtenmagazin Der Spiegel berichtete im März 2009, dass Kalin im März 2004 in einem Telefongespräch versucht haben soll, den Schiedsrichter der Partie BM Valladolid gegen RK Gorenje Velenje im Europapokal der Pokalsieger, Michele Falcone, dahingehend zu beeinflussen, dass die Mannschaft aus Slowenien gewinnen sollte. Kalin bestritt den von Falcone dem EHF-Delegierten Gerd Butzeck geschilderten Verlauf des Telefonats.
Kalin nahm als Technical Delegate der Internationalen Handballföderation (IHF) an der Handball-Weltmeisterschaft der Herren 2007 in Deutschland teil.
Er wurde im Juni 2009 auf der Tagung der IHF in Kairo zum Präsidenten der Commission of Organizing and Competition (COC) (deutsch: Veranstaltungs- und Organisations-Kommission) gewählt.